# Mahakasyapa
Mahākāśyapa of Maha Kassapa (Pali) was van origine een brahmaan uit Magadha, die zijn oude leven opgaf en een van de eerste en belangrijkste leerlingen van Gautama Boeddha werd. Hij had een belangrijke rol in de Eerste Raadsvergadering, die hij voorzat. In deze raadsvergadering werd onder leiding van Mahakasyapa de leer van de Boeddha verzameld, en gegroepeerd in de geschriften van de Suttapitaka en de Vinayapitaka. Volgens de legendes van de Chan- en Zenscholen, welke een traditie van patriarchen hebben, was Mahakasyapa de eerste patriarch na Boeddha.
In het Mahayana wordt Mahakasyapa vaak samen met Ananda afgebeeld, waarbij ze aan weerszijden van de Boeddha staan. In het Mahayana nemen Mahakasyapa en Ananda dan ook vaak een rol aan van de 'twee meest voorname discipelen', welke vergelijkbaar is met de rol van Sariputta en Moggallana in het Pali Canon van het Theravada. Ook in het Theravada is Mahakasyapa (of Maha Kassapa) echter een zeer voorname en gerespecteerde monnik, die een voorname rol vervult tijdens de raadsvergadering na het Parinibbana van de Boeddha.

## Mahakasyapa in het Mahayana
De Mahayana soetras vertellen een beroemd verhaal over Mahakasyapa en de Boeddha. Tijdens een les op de Grdhrakuta berg toonde de Boeddha een lotus bloem aan het publiek. De mensen begrepen het gebaar niet, behalve Mahakasyapa die glimlachte. De Boeddha zei, "Ik heb de methode gevonden om het oog van de wijsheid volledig te openen en nirwana te bereiken. Het kan niet in woorden worden uitgedrukt, maar de overdracht overstijgt woorden. Vandaag geef ik het aan jou door, Mahakasyapa. Je moet voorzichtig zijn met deze methode en zorg dragen dat het altijd wordt overgedragen opdat het nooit verloren gaat." Dit verhaal is bekend geworden onder het Chinese spreekwoord: "Mahakasyapa lacht naar de Boeddha die een bloem vasthoudt".

## Maha Kassapa in het Theravada
Volgens de Theravada traditie behaalde Maha Kassapa acht dagen nadat hij monnik werd het Arahantschap. Maha Kassapa wordt in het Pali Canon afgebeeld als een monnik die graag een eenvoudig, ascetisch leven leefde in een natuurlijke omgeving. Hij werd door de Boeddha dan ook beschouwd als de monnik die het voornaamst was in de ascetische praktijk van de dertien dhutangas.
Maha Kassapa was de enige monnik met wie Boeddha ooit zijn eigen gewaad verwisselde (wat Maha Kassapa als een grote eer beschouwde). Maha Kassapa nam een beschermende rol aan met betrekking tot de monastische gemeenschap; de Sangha. Zijn relatie met Ananda was zeer vriendelijk en ze waardeerden elkaar, maar soms kon Maha Kassapa ook kritiek uiten wanneer hij dacht dat Ananda ondoordacht handelde.